# Championnat d'Irlande de football 1895-1896
Navigation
Édition précédente Édition suivante
Le sixième championnat d'Irlande de football se déroule en 1895-1896. Le championnat regroupe de nouveau  4 clubs irlandais. Aucune relégation n’est organisée. 
Distillery FC remporte pour la première fois le championnat. Le championnat se termine avec deux équipes à égalité de points, Distillery et Cliftonville. Un match d’appui est organisé pour désigner le vainqueur. Distillery l’emporte 2-1 sur Cliftonville.
Distillery réalise aussi le doublé en remportant la même année la Coupe.

## Les 4 clubs participants
- Cliftonville FC
- Distillery FC
- Glentoran FC
- Linfield FC

## Classement
| Rang | Équipe          | Pts | J | G | N | P | Bp | Bc | Diff |
| ---- | --------------- | --- | - | - | - | - | -- | -- | ---- |
| 1    | Distillery FC   | 8   | 6 | 3 | 2 | 1 | 17 | 12 | +5   |
| 2    | Cliftonville FC | 8   | 6 | 3 | 2 | 1 | 14 | 10 | +4   |
| 3    | Linfield FC     | 5   | 6 | 2 | 1 | 3 | 10 | 14 | -4   |
| 4    | Glentoran FC    | 3   | 6 | 1 | 1 | 4 | 13 | 18 | -5   |

|  | Champion d'Irlande |
|  | Relégation         |

Match d'appui : Distillery FC 2-1 Cliftonville FC

## Bilan de la saison
| Tableau d'Honneur                 |               |
| Compétition                       | Vainqueur     |
| Championnat d'Irlande de football | Distillery FC |
| Coupe d'Irlande de football       | Distillery FC |

| Promotions et relégations |                                    |
| Relégués                  | Aucun                              |
| Promus                    | North Staffordshire Belfast Celtic |